# Macromastax
Macromastax is een geslacht van rechtvleugeligen uit de familie Euschmidtiidae. De wetenschappelijke naam van dit geslacht is voor het eerst geldig gepubliceerd in 1889 door Karsch.

## Soorten
Het geslacht Macromastax  is monotypisch en omvat slechts de volgende soort:
- Macromastax infernalis (Karsch, 1889)